# Escut de Vilamacolum
L'escut oficial de Vilamacolum té el següent blasonament:
Escut caironat: de sable, una creu patent rectilínia concavada d'argent. Per timbre, una corona mural de poble.
Va ser aprovat el 22 de maig de 1992 i publicat al DOGC el 3 de juny del mateix any amb el número 1602. La creu d'argent sobre camper de sable és l'escut tradicional del poble, que es va desenvolupar entorn de l'església de Santa Maria. Vilamacolum va pertànyer al monestir de Sant Pere de Rodes.

## Bandera
La bandera oficial de Vilamacolum té la següent descripció: Bandera apaïsada, de proporcions dos d'alt per tres d'ample, negra, amb la creu patent rectilínia concavada de l'escut al centre, la llargada dels braços de la qual és de la 1/2 de la del drap.
Va ser aprovada el 26 de maig de 1995 i publicada en el DOGC el 12 de juny del mateix any amb el número 2061.